# 松井謙典
松井 謙典（まつい けんすけ、7月12日 - ）は、日本の声優。愛知県出身。血液型はB型。

## 略歴
アトミックモンキー声優・演技研究所第1期卒業。
2024年7月31日、同日付でアトミックモンキーを退所、フリーで活動することが発表された。

## 人物
趣味・特技は、将棋、読書、サイクリング。
リアル脱出ゲーム歴が長い。

## 出演
太字はメインキャラクター

### テレビアニメ
2000年代
- レモンエンジェルプロジェクト （2006年、タクミ・キャンベル）
- D.C.II 〜ダ・カーポII〜 （2007年、学生）

2010年代
- それでも町は廻っている （2010年、犯人 他）
- DOG DAYS （2011年、ガレット兵 他）
- 変ゼミ （2011年、ウェイター）
- グラスリップ （2014年、スターター）
- のうりん （2014年、レポーター）
- マクロスΔ（2016年、船員A）

2020年代
- 白猫プロジェクト ZERO CHRONICLE（2020年、エレサール・アランティア）

### 劇場アニメ
- 劇場版マクロスΔ 激情のワルキューレ（2018年）

### ゲーム
- OZMAFIA!!（2013年、シーザーの部下）
- 喋る！海賊ファンタジア（黒騎士オルソン 他）
- マジョリカ★ファミリア（聖茨の天使アマスラス 他）
- 白猫プロジェクト（エレサール、ヴォルワーグ、青鋼兵士）
- メイド イン ワリオシリーズ（2018年 - 2023年、Dr.クライゴア、ニンタ、ダニー[4]、たびびと） - 3作品[一覧 1]

### ドラマCD
- ぽちゃぽちゃ水泳部（鮫島の友人）
- ココロコネクト（男子生徒）
- かってに改蔵（生徒A）
- 銀河ロイド コスモＸＩＮヒーロークロスライン（男A）
- D.C.III 〜ダ・カーポIII〜 ドラマCDコレクション
- DOG DAYS
- BL「錆びた夜でも恋は囁く」（ゼミ男子）
- BL「憂鬱な朝」（桂木浩之）
- BL「マッチ売り」

### ラジオドラマ
- ヒーロークロスライン 「コスモXヒーロークロスラインにクロスせよ！」（ネクロマン）
- DECODERSデコーダーズ（北岡隼人）

### その他音声出演
- 集英社VOMIC「マイルノビッチ」
- 集英社VOMIC「この音とまれ！」
- 集英社VOMIC「11分の1」

### シリーズ一覧
1. ↑  『メイド イン ワリオ ゴージャス』（2018年）、『おすそわける メイド イン ワリオ』（2021年）、『超おどる メイド イン ワリオ』（2023年）